# رادویه کونتیچ
رادویه کونتیچ (انگلیسی: Radoje Kontić؛ زادهٔ ۳۱ مهٔ ۱۹۳۷) یک سیاست‌مدار اهل یوگسلاوی است که از ۹ فوریه ۱۹۹۳ تا ۱۹ مه ۱۹۹۸ سمت نخست‌وزیری جمهوری فدرال سوسیالیستی یوگسلاوی را برعهده داشت.